# Parakapala
Parakapala is een geslacht van vliesvleugeligen uit de familie Eucharitidae. De wetenschappelijke naam van dit geslacht is voor het eerst geldig gepubliceerd in 1937 door Gemignani.

## Soorten
Het geslacht Parakapala omvat de volgende soorten:
- Parakapala decarloi Gemignani, 1937
- Parakapala nigrella (Girault, 1913)
- Parakapala reflexa (Walker, 1862)